# Eduardo Ferreira França
Eduardo Ferreira França (Salvador, 1809 — alto-mar, 1857) foi um médico brasileiro.
Doutorou-se em Medicina pela Faculdade de Medicina de Paris em 1834 com uma tese intitula “Essai sur l´influence dês aliments et des boissons sur Le moral de l´home”.
Além da Medicina atuou também em várias outras áreas, como Química, Literatura, Mineralogia, Filosofia e Política. Na carreira política foi deputado provincial e federal interessando-se especialmente pelo campo da saúde pública.
França foi também um dos pioneiros no campo da psicologia no Brasil. Em 1854 publicou o livro Investigações de Psicologia. Tal livro é identificado por historiadores da psicologia como sendo um dos mais antigos das Américas.
Morreu em 11 de março de 1857, aos 47 anos, em um navio, a caminho da Europa.